# Thành phố Quezon
Thành phố Quezon P
(tiếng Philippines: Lungsod Quezon), là cựu thủ đô và là thành phố đông dân nhất của Philippines. Thành phố này tọa lạc trên đảo Luzon, Thành phố Quezon (thường được người Philippines gọi tắt là QC) là một thành phố trực thuộc vùng thủ đô Manila, khu vực thủ đô của quốc gia này. Thành phố được đặt tên theo Manuel L. Quezon, nguyên tổng thống người Philippines đầu tiên của Khối Thịnh vượng Chung Philippines (thuộc địa của Hoa Kỳ) - người sáng lập nên thành phố và phát triển nó để thay thế Manila làm thủ đô. Cần phân biệt thành phố Quezon và tỉnh Quezon.